# Paide Linnameeskond
Paide Linnameeskond je estonský fotbalový klub z města Paide. Od sezony 2009 působí v nejvyšší lize Estonska, Meistriliize. Největším úspěchem klubu je 2. místo v lize v sezoně 2020 a následná účast v Evropské konferenční lize. Svá domácí utkání hraje na stadionu Paide linnastaadion s kapacitou 268 diváků (nejmenší estonský fotbalový stadion).

## Historie
Paide Linnameeskond byl založen v roce 2004, a měl sloužit jako satelitní klub prvoligové Floře Tallinn. Tým vstoupil do západní divize 5. estonské ligy, kterou v roce 2005 vyhrál, a následně zažil postup do vyšší ligy v každém ročníku až do sezony 2009, kdy Paide si poprvé v historii zahrálo Meistriliigu. Ve své první sezoně v nejvyšší soutěži skončilo Paide na předposledním místě, a v baráži o udržení těsně porazilo FC Warrior Valga a uhájilo prvoligovou příslušnost. V sezoně 2019 se Paide umístilo na 4. místě, a poprvé v historii si zahrálo evropské poháry, a to 1. předkolo Evropské ligy, kde hned vypadlo 0:2 s litevským Žalgirisem. V sezoně 2020 se i díky 14 gólům Edrisy Lubegy (druhého nejlepšího střelce sezony) dostalo na druhou pozici, o 16 bodů za vítěznou Floru.

## Umístění v jednotlivých sezonách
Legenda: Z – zápasy, V – výhry, R – remízy, P – porážky, VG – vstřelené góly, OG – obdržené góly, B – body, červené podbarvení – sestup, zelené podbarvení – postup, fialové podbarvení – reorganizace, změna skupiny či soutěže
| Estonsko (2004 – ) |              |        |    |    |    |    |     |    |    |        |
| Sezóna             | Liga         | Úroveň | Z  | V  | R  | P  | VG  | OG | B  | Pozice |
| 2004               | IV Liiga     | 5      | 18 | 7  | 4  | 7  | 41  | 55 | 25 | 6.     |
| 2005               | IV Liiga     | 5      | 22 | 15 | 0  | 7  | 60  | 25 | 45 | 3.     |
| 2006               | III Liiga    | 4      | 22 | 15 | 4  | 3  | 100 | 32 | 49 | 1.     |
| 2007               | II Liiga     | 3      | 26 | 20 | 1  | 5  | 108 | 35 | 61 | 1.     |
| 2008               | Esiliiga     | 2      | 36 | 14 | 12 | 10 | 58  | 44 | 54 | 4.     |
| 2009               | Meistriliiga | 1      | 36 | 6  | 4  | 26 | 21  | 97 | 22 | 9.     |
| 2010               | Meistriliiga | 1      | 36 | 6  | 7  | 23 | 30  | 79 | 25 | 8.     |
| 2011               | Meistriliiga | 1      | 36 | 13 | 6  | 17 | 40  | 51 | 45 | 6.     |
| 2012               | Meistriliiga | 1      | 36 | 11 | 9  | 16 | 34  | 52 | 42 | 6.     |
| 2013               | Meistriliiga | 1      | 36 | 15 | 2  | 19 | 43  | 58 | 47 | 5.     |
| 2014               | Meistriliiga | 1      | 36 | 9  | 8  | 19 | 39  | 67 | 35 | 6.     |
| 2015               | Meistriliiga | 1      | 36 | 9  | 6  | 21 | 50  | 73 | 33 | 7.     |
| 2016               | Meistriliiga | 1      | 36 | 14 | 6  | 16 | 58  | 61 | 48 | 6.     |
| 2017               | Meistriliiga | 1      | 36 | 10 | 8  | 18 | 47  | 88 | 38 | 6.     |
| 2018               | Meistriliiga | 1      | 36 | 14 | 9  | 13 | 64  | 74 | 51 | 5.     |
| 2019               | Meistriliiga | 1      | 36 | 23 | 5  | 8  | 78  | 30 | 74 | 4.     |
| 2020               | Meistriliiga | 1      | 30 | 21 | 1  | 8  | 80  | 43 | 64 | 2.     |
| 2021               | Meistriliiga | 1      |    |    |    |    |     |    |    |        |

## Evropské poháry
| Sezona  | Pohár                     | Kolo        | Soupeř        | D   | V   | Celkem |
| ------- | ------------------------- | ----------- | ------------- | --- | --- | ------ |
| 2020/21 | Evropská liga             | 1. předkolo | FK Žalgiris   | —   | 0:2 | —      |
| 2021/22 | Evropská konferenční liga | 1. předkolo | Śląsk Wrocław | 1:2 | 0:2 | 1:4    |